# Phylloscopus bonelli

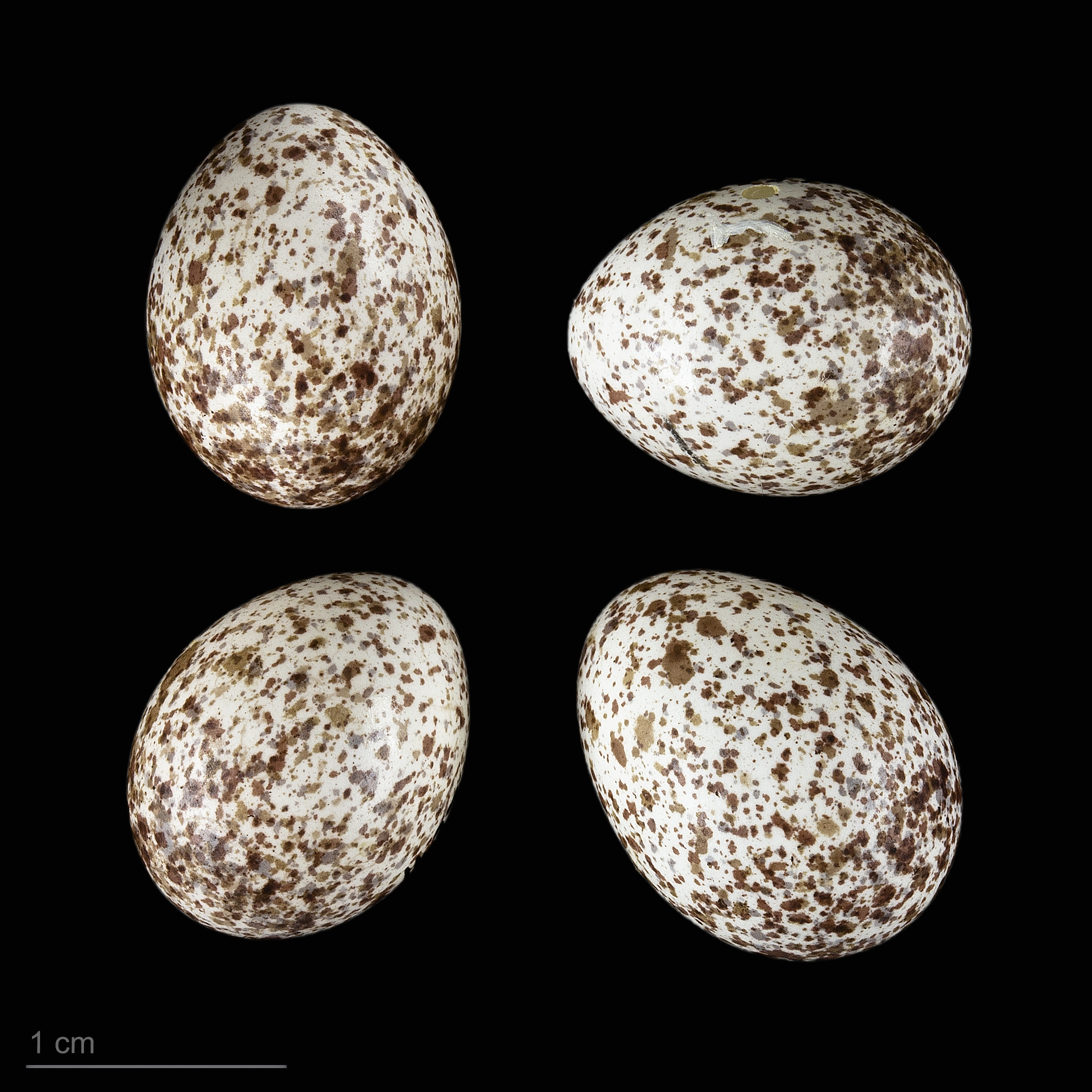
Phylloscopus bonelli

Phylloscopus bonelli là một loài chim trong họ Phylloscopidae.